# Cash Recycling
Cash Recycling — технология, применяемая в банкоматах и банковских сейфах для выдачи и приёма наличных средств. По данной технологии наличные деньги, внесённые одним клиентом, могут быть получены на руки другим клиентом. Применение технологии ресайклинга позволяет в значительной степени снизить расходы на инкассацию банкоматов и тем самым оптимизировать операционные затраты.
Пилотный проект по использованию ресайклинговой технологии на базе устройств производства
Wincor Nixdorf был проведен в Германии в 1997 году банком UBS, но проект не получил дальнейшего развития по причинам отсутствия законодательства, регламентирующего деятельность ресайклинговых систем. Впоследствии внедрение ресайклинговых систем стало возможно после принятия 18 апреля 2002 года Европейским центральным банком постановления об использовании данных систем кредитными организациями.
В соответствии с правилами, принятыми Европейским центральным банком, все поступающие в ресайклинговое устройство купюры должны проходить проверку на предмет подлинности и классифицироваться по четырём категориям. При этом выдаче могут подлежать только банкноты четвёртой категории, отвечающие всем без исключения признакам подлинности. Банкноты категорий 2–3 изымаются в специальные кассеты и затем вместе с информацией о клиенте направляются в национальные центральные банки для дополнительной проверки. Купюры первой категории не принимаются устройством и сразу возвращаются клиенту.
В России нет определённого закона, регулирующего деятельность банков и других кредитных учреждений по использованию ресайклинговых систем. Но действует пункт 1 Положения Центрального банка России № 23-П от 9 апреля 1998 года «О порядке эмиссии кредитными организациями банковских карт и осуществления расчётов по операциям, совершаемым с их использованием», в соответствии с которым банкомат «предназначен для выдачи и приёма наличных денежных средств». Вследствие чего можно сделать вывод о том, что деятельность ресайклинговых систем в российском законодательстве чётко не урегулирована, но имеет общую концепцию.

## Производители оборудования
- DORS, Россия
- De La Rue, Великобритания
- Diebold, США
- GUNNEBO, Швеция[4]
- KEBA, Австрия
- NCR Corporation, США
- Wincor Nixdorf, Германия
- GLORY, Япония[5]
- GRG Banking, Китай
- OKI, Япония[6]